# سيمون كوكي
سيمون كوكي (بالإنجليزية: Simon Cooke)‏ هو مهندس بريطاني، ولد في 10 أغسطس 1975 في مانشستر في المملكة المتحدة.

## وصلات خارجية
- سيمون كوك على موقع ميوزك برينز (الإنجليزية)